# Marco Kofler
Marco Kofler (* 8. Mai 1989) ist ein österreichischer Fußballspieler auf der Position eines Abwehrspielers.

## Karriere
Kofler begann seine Karriere in der Jugendmannschaft des SV Matrei in Tirol, wo er 1996 mit dem Fußballspielen begann. 2005 wechselte er in die AKA Tirol, wo er insgesamt drei Jahre aktiv war. Anfang der Saison 2008/09 wurde er vom FC Wacker Innsbruck in dessen Jugendabteilung verpflichtet.
2008/09 wurde er in den Kader der ersten Mannschaft aufgenommen. Sein Debüt in der zweithöchsten Spielklasse gab Kofler für die Innsbrucker am 15. Mai 2009 gegen den SV Grödig, als er in der 90. Minute für den Brasilianer Fabiano eingewechselt wurde. Das Auswärtsspiel wurde 3:2 gewonnen. In der darauffolgenden Aufstiegssaison kam der Verteidiger auf 13 Einsätze und erzielte einen Treffer gegen den SKN St. Pölten. Zusätzlich kam er auf 17 Einsätze und einem Treffer bei der zweiten Mannschaft in der Regionalliga West. In der Bundesligasaison 2010/11 gab er sein Debüt in der höchsten österreichischen Spielklasse am 11. Dezember 2010 gegen Rapid Wien. Das Spiel im Gerhard-Hanappi-Stadion endete 3:3 unentschieden. Kofler spielte von Anfang an und musste wegen einer Patellasehnenverletzung in der 17. Minute für Fabian Koch vom Platz. Dies ist auch der Grund, weswegen der Tiroler keinen weiteren Einsatz in der Bundesliga und nur neun Einsätze in der Regionalliga West verbuchen konnte.
Seit der Saison 2011/12 gehörte Kofler wieder zum Stammpersonal der Innsbrucker und galt in der Startelf als gesetzt. In der Winterpause der Saison 2014/15 wurde er zum deutschen Drittligisten Hansa Rostock ausgeliehen und wurde hier Stammspieler, ehe ein Mittelfußbruch eine erneute Verletzungspause mit sich brachte. Zur Saison 2015/16 wurde er zum deutschen Drittligisten Hansa Rostock fix verpflichtet.
Im Jänner 2017 schloss sich Kofler dem Regionalligisten SV Elversberg an. Zur Saison 2019/20 kehrte er nach Österreich zurück und wechselte zum drittklassigen SV Wörgl. Nach 15 Einsätzen in der Tiroler Regionalliga verließ er Wörgl im Jänner 2020.

## Erfolge
- Aufstieg in die österreichische Bundesliga: 2010 (mit dem FC Wacker Innsbruck)
- Landespokalsieger Mecklenburg-Vorpommern. 2015 und 2016 (mit Hansa Rostock)